# Борисовское (Рыбинский район)
В Ярославской области есть ещё 6 деревень с таким названием
Бори́совское — деревня в Михайловском сельском округе Волжского сельского поселения Рыбинского района Ярославской области .
Деревня расположена на правом берегу реки Иоды, в ней имеется мост через Иоду, по которому можно попасть на левый берег к деревням Брыково и Гридино. Через эти деревни можно попасть на автомобильную дорогу с автобусным сообщением из Рыбинска через центр сельского округа Михайловское на Александрову Пустынь, проходящую примерно в 2 км к западу. Просёлочная дорога в южном направлении через урочище Патрино ведёт от Борисовского к деревням Коровинское, Рахово и Михеево. К северо-востоку находятся деревни Карповское, Климовское и Торопово, через которую можно попасть к железнодорожной станции Торопово, до которой около 3 км .
Деревня Борисовская указана на плане Генерального межевания Рыбинского уезда 1792 года.
На 1 января 2007 года в деревне числилось 3 постоянных жителя . Почтовое отделение, находящееся в селе Михайловское, обслуживает в Борисовском 5 домов .